# Eogorgon
Eogorgon è un genere estinto di pesci ossei appartenente alla famiglia Centrolophidae (noti anche come "mangiameduse"). L'unica specie nota è Eogorgon bizzarinii, che costituisce uno dei più antichi rappresentanti noti della famiglia Centrolophidae. È noto per fossili risalenti all'Eocene inferiore della località di Solteri (Trento, Formazione di Chiusole) in Italia settentrionale.

## Etimologia
Il nome del genere deriva dalla parola greca antica "Ηώς" (Eōs), che significa "aurora", in riferimento sia alla sua posizione filogenetica basale tra i Centrolophidae che all'epoca (Eocene) in cui visse, e da "Γοργών" (Gorgṓn), che richiama le mitologiche Gorgoni greche (Steno, Euriale e Medusa), riflettendo il nome comune dei Centrolophidae come "medusafishes".
La specie tipo, Eogorgon bizzarinii, è dedicata al paleontologo italiano Fabrizio Bizzarini (1947–2024), in riconoscimento dei suoi contributi alla paleontologia dell’Italia nord-orientale.

## Descrizione
Eogorgon si distingue per un corpo moderatamente allungato e robusto, con la massima altezza del corpo (43,3% della lunghezza standard) localizzata in corrispondenza dell’area pelvica. La testa è relativamente grande, con un muso ottuso, orbita ampia e bocca terminale moderatamente grande.
La mascella superiore possiede denti uniseriali e minuti, mentre quella inferiore presenta pochi denti conici. Le pinne ventrali sono in posizione toracica, situate a livello del cinto pettorale. Le squame sono cicloidi.
Il numero totale di vertebre è 32 (12 preurali + 20 caudali), con uno scheletro caudale composto da cinque ipurali autogeni e tre epurali. La pinna dorsale è continua, con quattro spine poco sviluppate seguite da 30 raggi molli; la pinna anale presenta tre spine e 27–29 raggi molli. Le pinne pettorali contengono 18 raggi, mentre le pelviche sono composte da una spina e cinque raggi.
Eogorgon può essere attribuito all'ordine Stromateiformes (o Stromateoidei) per la presenza di denti premascellari uniseriali, assenza di denti palatini, pinna anale con più di 24 raggi e pinna pettorale con almeno 18 raggi.

## Classificazione
Il genere è stato descritto nel 2025 sulla base di resti fossili provenienti dalla Formazione di Chiusole (Ypresiano, Eocene inferiore) nei dintorni di Trento (Italia settentrionale).
Rispetto ad altri presunti centrolofidi e stromateoidei eocenici come Butyrumichthys (Formazione di Fur, Danimarca), Eogorgon si differenzia per un corpo più slanciato, numero inferiore di vertebre (32 vs 37–38), pinna anale con tre spine e più raggi (27–29 contro massimo 20), margine ventrale del preopercolo liscio (non spinoso) e una base della pinna anale più lunga (44,4% della lunghezza standard).
Anche rispetto a Zorzinia postalensis (Bolca), Eogorgon mostra un corpo più profondo (43,3% vs 25–26% di SL), un numero maggiore di vertebre (32 vs 24), tre epurali (vs due), e l’origine della pinna dorsale più anteriore (34,8% vs 58–61% di SL).

## Paleobiologia e contesto paleoambientale
Eogorgon bizzarinii proviene da un orizzonte a marna calcarea ricca di sostanza organica, depositatosi in un contesto mesopelagico tropicale durante l’Ypresiano. Il sito fossilifero di Solteri è noto per la sua notevole conservazione (Lagerstätte), simile a quella della vicine località di Bolca.